# مرغ افسانه‌ای (فیلم)
مرغ افسانه‌ای (انگلیسی: Thunderbirds) فیلمی در ژانر اکشن، علمی تخیلی، ماجراجویی، سرقت و داستان بلوغ به کارگردانی جاناتان فریکس است که در سال ۲۰۰۴ منتشر شد.

## بازیگران
- بردی کوربت
- بیل پکستون
- آنتونی ادواردز
- سوفیا مایلز
- ونسا هاجنز
- بن کینگزلی
- ران کوک
- فیلیپ وینچستر
- دئوبیا اوپاری